# Saint-Clémentin
Saint-Clémentin era una comuna francesa situada en el departamento de Deux-Sèvres, de la región de Nueva Aquitania, que el 1 de enero de 2013 fue suprimida al fusionarse con la comuna de Voultegon, formando la comuna nueva de Voulmentin.

## Demografía
| Gráfica de evolución demográfica de Saint-Clémentin entre 1800 y 2013 |
|                                                                       |

Los datos demográficos contemplados en este gráfico de la comuna de Saint-Clémentin se han cogido de 1800 a 1999 de la página francesa EHESS/Cassini, y los demás datos de la página del INSEE.